# Bergerac

Bergerac este o comună în departamentul Dordogne din sud-vestul Franței. În 2009 avea o populație de 27.433 de locuitori.

## Evoluția populației
| An        | 1975   | 1982   | 1990   | 1999   | 2006   | 2009   |
| --------- | ------ | ------ | ------ | ------ | ------ | ------ |
| Populație | 27.764 | 26.832 | 26.899 | 26.053 | 27.716 | 27.433 |